# Площадь Авиаторов (Липецк)
Пло́щадь Авиа́торов — крупная площадь в Советском округе Липецка. Расположена на пересечении улицы Гагарина и улицы Космонавтов.
Первоначально — в 1968 году — площадь была названа в честь 50-летия ВЛКСМ. В 1969 году на ней установили памятник героям-авиаторам по проекту архитектора Н. Р. Полунина. Памятник представлял собой самолёт МиГ-19, поставленный на высокий постамент. 18 июля 2003 года (к официальному 300-летию Липецка) рядом с ним открыли новый памятник — погибшим лётчикам липецкого авиацентра С. М. Шерстобитову и Л. А. Кривенкову (ск. И. М. Мазур и Ю. Д. Гришко, арх. В. Н. Павлов и Л. А. Павлова). 17 декабря 1968 года они ценой своих жизней увели терпящий бедствие самолёт от жилых кварталов Липецка. Одновременно с созданием памятника серебристый самолёт перекрасили в белый цвет.
Нынешнее имя площадь получила 13 января 1992 года.
В 1985 году на развилке улиц Гагарина и Космонавтов был возведён первый (и единственный) 16-этажный жилой дом—"трилистник" (ул. Космонавтов, 2; арх. В. Д. Тягунов, Э. Е. Серова, Б. П. Канцане и Г. М. Александров).
С северной стороны на площадь выходит фасад Дома культуры трубного завода (ул. Гагарина, 74). Теперь это — Театр кукол, здание имеет статус .
С юга к площади примыкает штаб Липецкого авиацентра имени В. П. Чкалова (ул. Гагарина, 61а).

Фотографии памятника
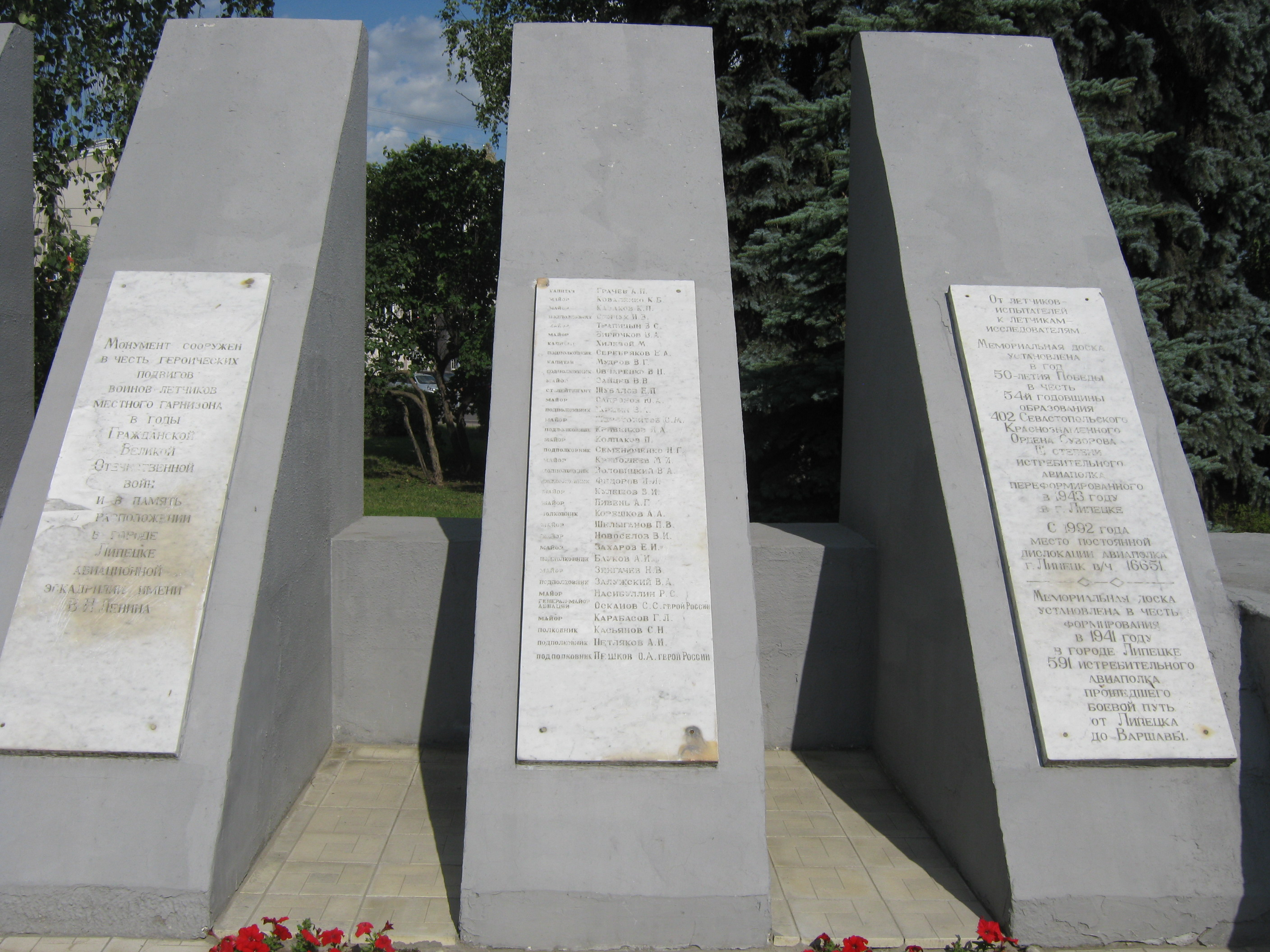

## Транспорт
К площади можно проехать следующим пассажирским транспортом:
- авт. 300, 306, 322, 325, 345, 346 ост.: «Пл. Авиаторов».
- авт. 9т, 11, 24, 36, 300, 306, 322, 324, 325, 345, 346, 347, 359 ост.: «Быханов сад».

С 1957 по 2005 год по площади проходила трамвайная линия, ходили маршруты 3, 4, 5, А.